# Pendragon (gruppo musicale)

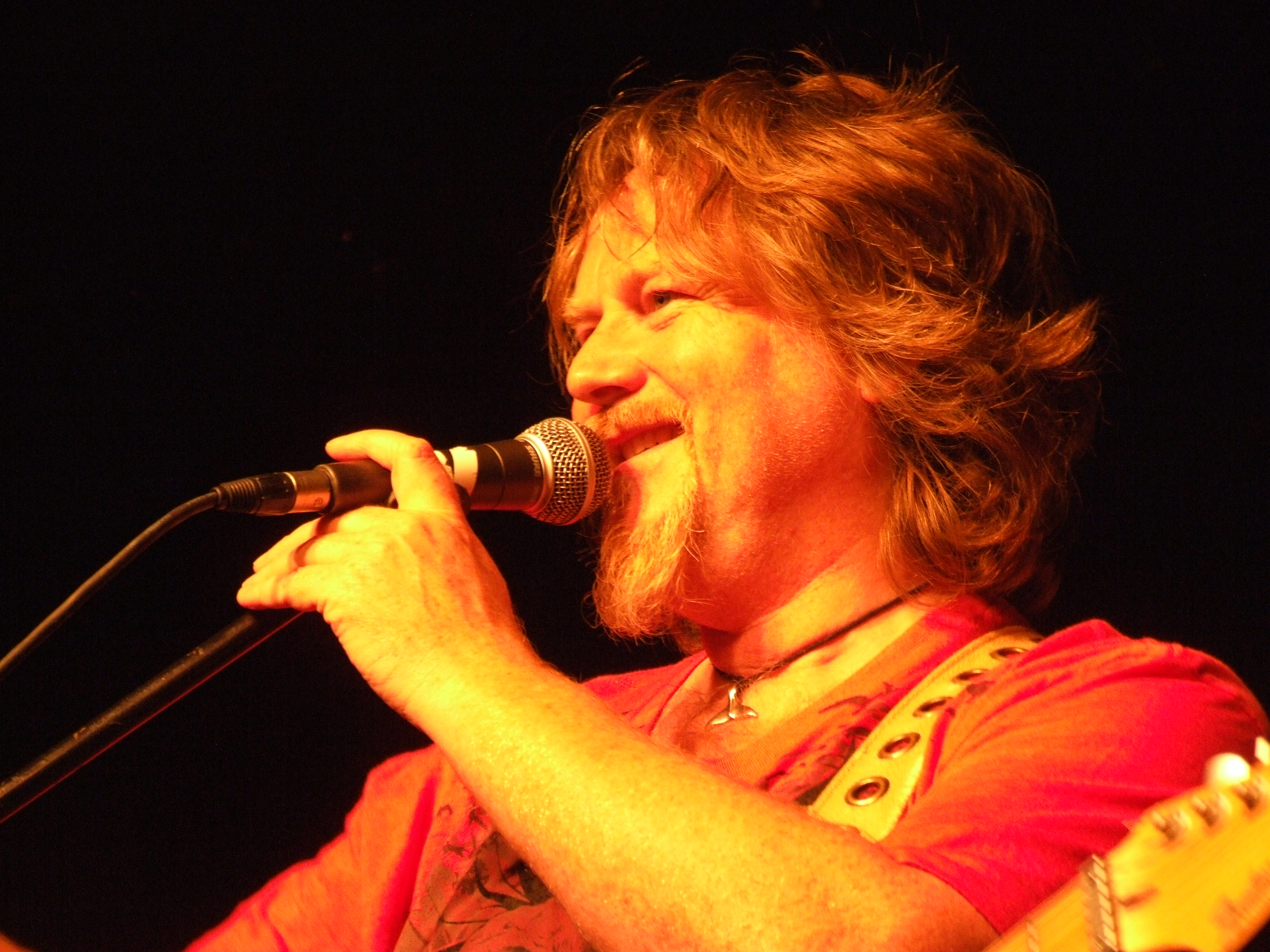
Nick Barrett, chitarre, voce, 2010 Aschaffenburg, Colos-Saal

I Pendragon sono un gruppo musicale neoprogressive britannico fondato nel 1978 dal chitarrista Nick Barrett.

## Storia del gruppo
Nati come Zeus Pendragon, il nome fu abbreviato in "Pendragon" prima che il gruppo pubblicasse l'opera d'esordio, l'EP Fly High, Fall Far (1984). Furono uno dei gruppi di rilievo del new progressive britannico degli anni '80 insieme a gruppi come Marillion, IQ, Pallas e Twelfth Night.
Il primo album vero e proprio, The Jewel (1985) mette subito in chiaro le influenze del gruppo, Genesis, Camel e Marillion. I due brani più famosi dell'album sono "Alaska" e "The Black Knight", che divengono i loro cavalli di battaglia dal vivo. Nel tentativo di rinnovare il loro stile pubblicano il controverso Kowtow (1988), molto più vicino alla new wave dell'epoca. Gli scarsi risultati di quest'album spingono però il gruppo a tornare sui propri passi, e a pubblicare The World (1991) che recupera atmosfere tipiche del neoprogressive utilizzando un approccio più melodico in stile Misplaced Childhood dei Marillion. Nel 1993 pubblicano The Window of Life che consolida la loro strada artistica omaggiando gruppi come Genesis e Pink Floyd. Nel 1996 esce quello che, secondo molti, è il loro capolavoro: The Masquerade Overture). Si dovrà attendere fino al 2001 per il nuovo album Not of This World, ennesimo capolavoro che comprende tra gli altri le pietre miliari “if I were the wind (and you were the rain)” [Captain my captain People my People] e “A man of nomadic traits”. Cercando ancora una volta di rinnovarsi tentano un approccio maggiormente acustico che si concretizza nel successivo Believe (2005) con discreti risultati. Nel 2008 la nuova svolta. I Pendragon tornano con un album dichiaratamente più aggressivo che strizza l'occhio al prog-metal, Pure, ben accolto da critica e fan. Nel 2009 l'album Pure è eletto miglior album 2008 da Classic Rock Society (premio consegnato da Steve Hackett ad un emozionatissimo Nick Barrett), votato nei pool dei migliori siti prog ed esibito con grande successo nel tour che celebrava i 30 anni di attività con almeno 3 estratti.

## Formazione

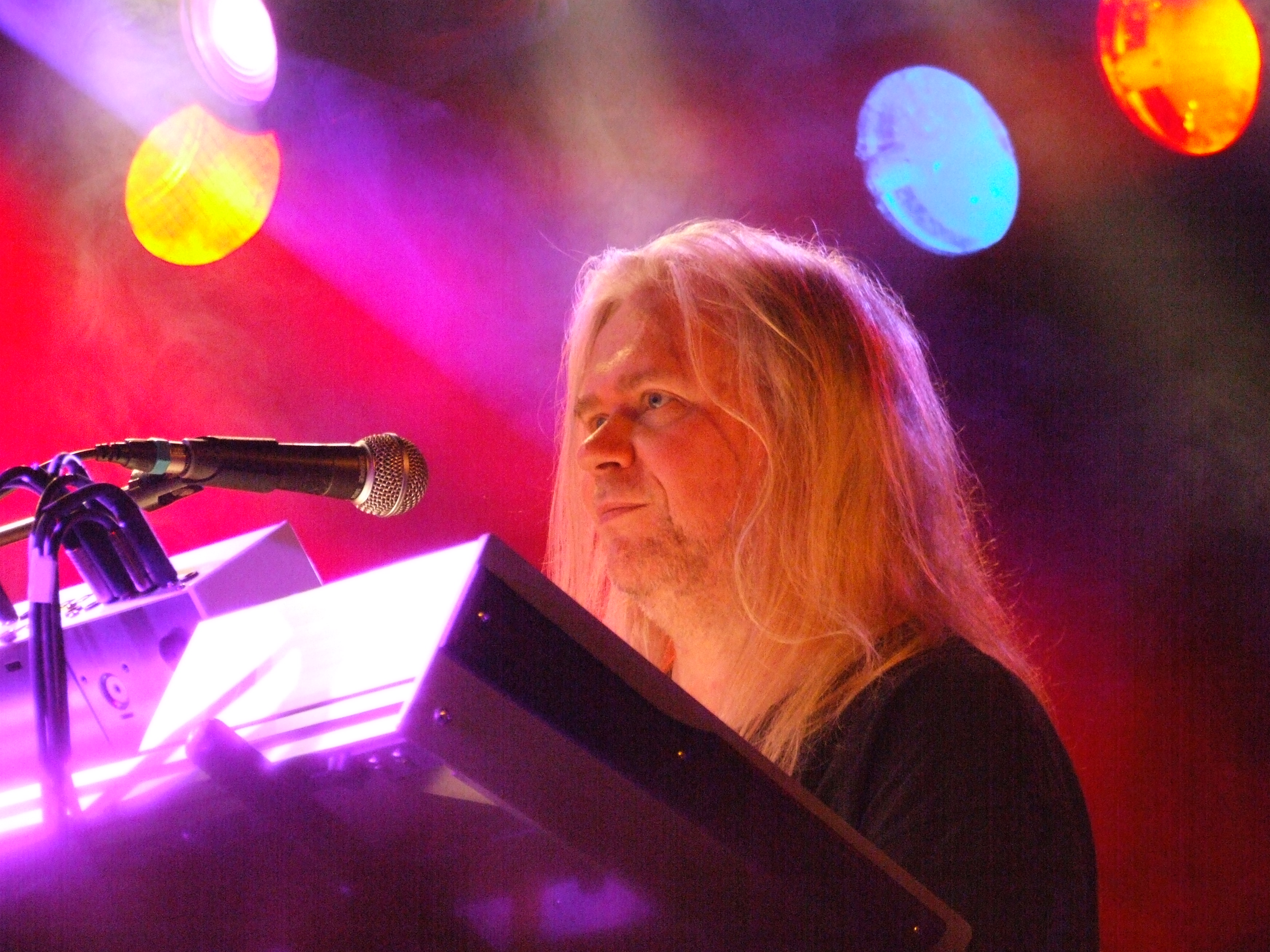
Clive Nolan, tastiere

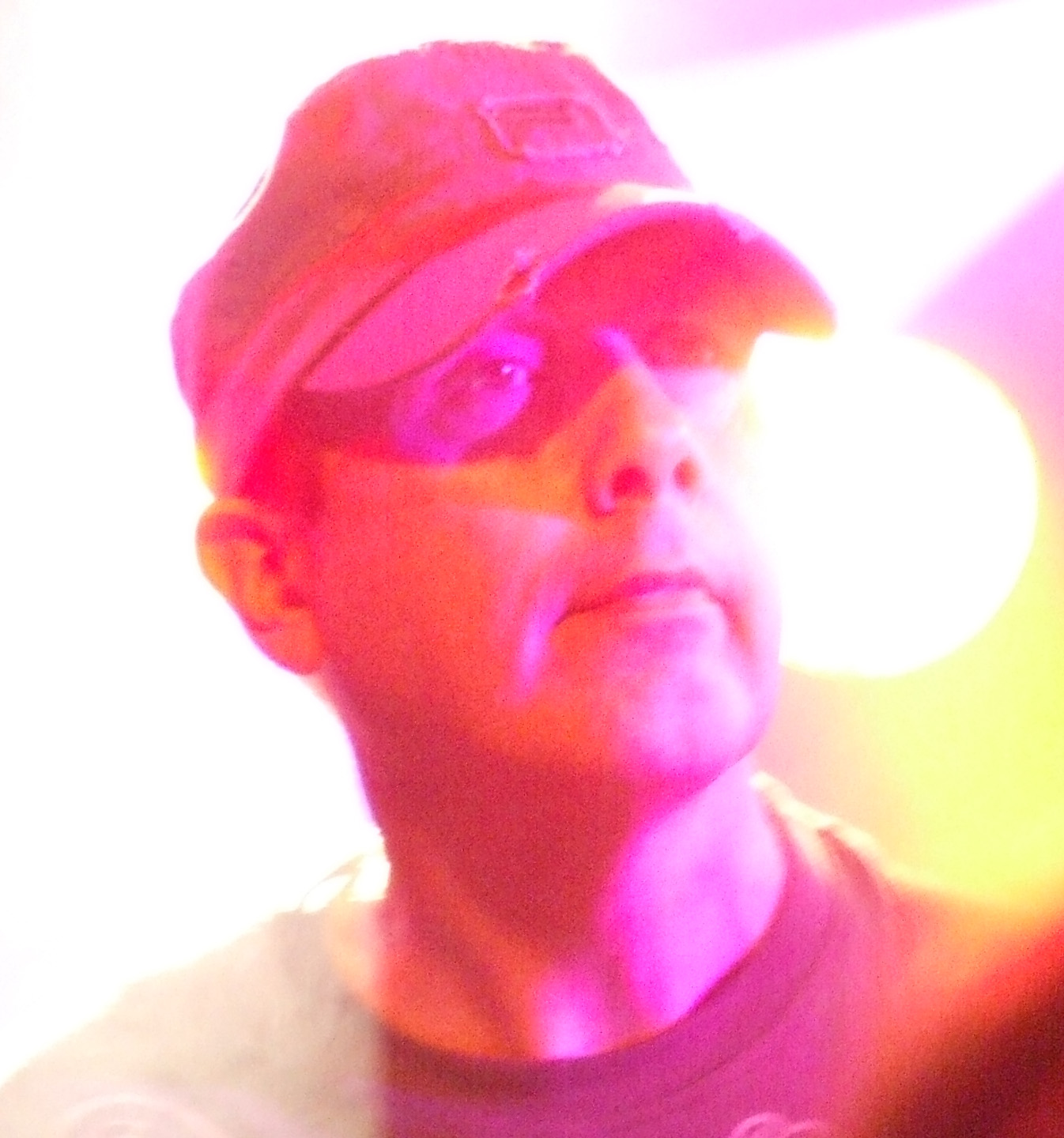
Peter Gee, basso, 2010

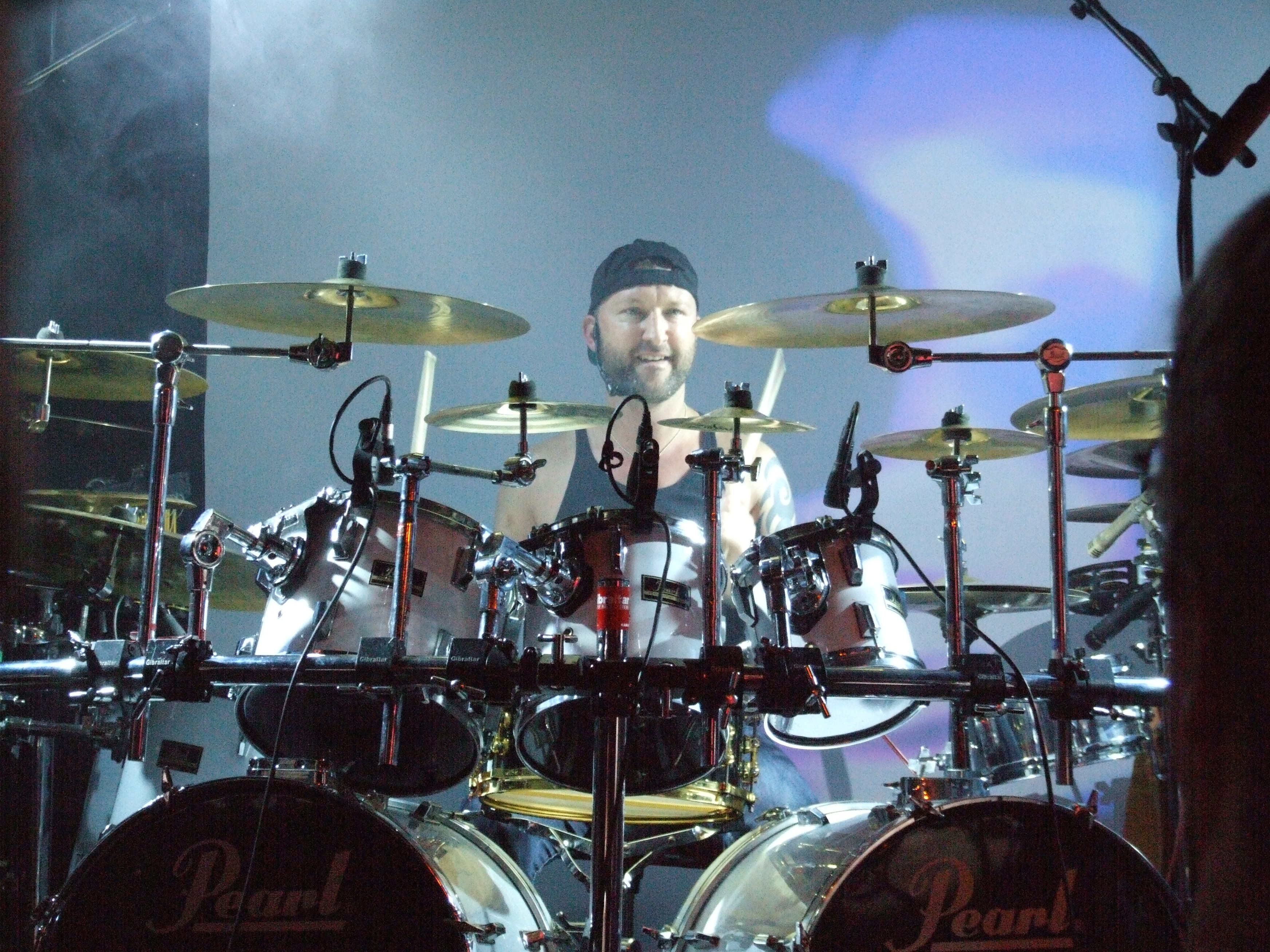
Scott Higham, batteria, 2010

### Formazione attuale
- Nick Barrett - voce, chitarra (1978-)
- Peter Gee - basso (1978-)
- Clive Nolan - tastiere (1986-)
- Jan-Vincent Velasco - batteria (2015-)

### Ex componenti
- Rick Carter - tastiere (1984-1986)
- Nigel Harris - batteria (1984-1986)
- Fudge Smith - batteria (1986-2006)
- Joe Crabtree - batteria (2006-2008)
- Scott Highman - batteria (2008-2014)
- Craig Blundell - batteria (2014-2015)

## Discografia

### Album in studio
- 1985 - The Jewel
- 1988 - Kowtow
- 1991 - The World
- 1993 - The Window of Life
- 1996 - The Masquerade Overture
- 2001 - Not of This World
- 2005 - Believe
- 2008 - Pure
- 2011 - Passion
- 2014 - Men who climb mountains
- 2020 - Love over fear

### Live
- 1986 - 9:15 Live
- 1993 - The Very, Very Bootleg: Live in Lille
- 1995 - Utrecht... The Final Frontier
- 1997 - Live in Krakow 1996
- 2002 - Acoustically Challenged
- 2009 - Concerto Maximo

### EP
- 1984 - Fly High, Fall Far
- 1994 - Fallen Dreams and Angels
- 1996 - As Good as Gold
- 2023 - North Star

### Raccolte
- 1991 - The R(B)est of Pendragon
- 1998 - Overture 1984 - 1996
- 1998 - The Round Table 1985 - 1998
- 1999 - Once Upon a Time in England Volume 1
- 1999 - Once Upon a Time in England Volume 2
- 2000 - The History: 1984 - 2000
- 2004 - Liveosity

## Videografia

### DVD
- 2002 - Live at Last... And More
- 2006 - And Now Everybody to the Stage
- 2007 - Past & Presence
- 2009 - Concerto Maximo
- 2012 - Out Of Order Comes Chaos